# アーシラト

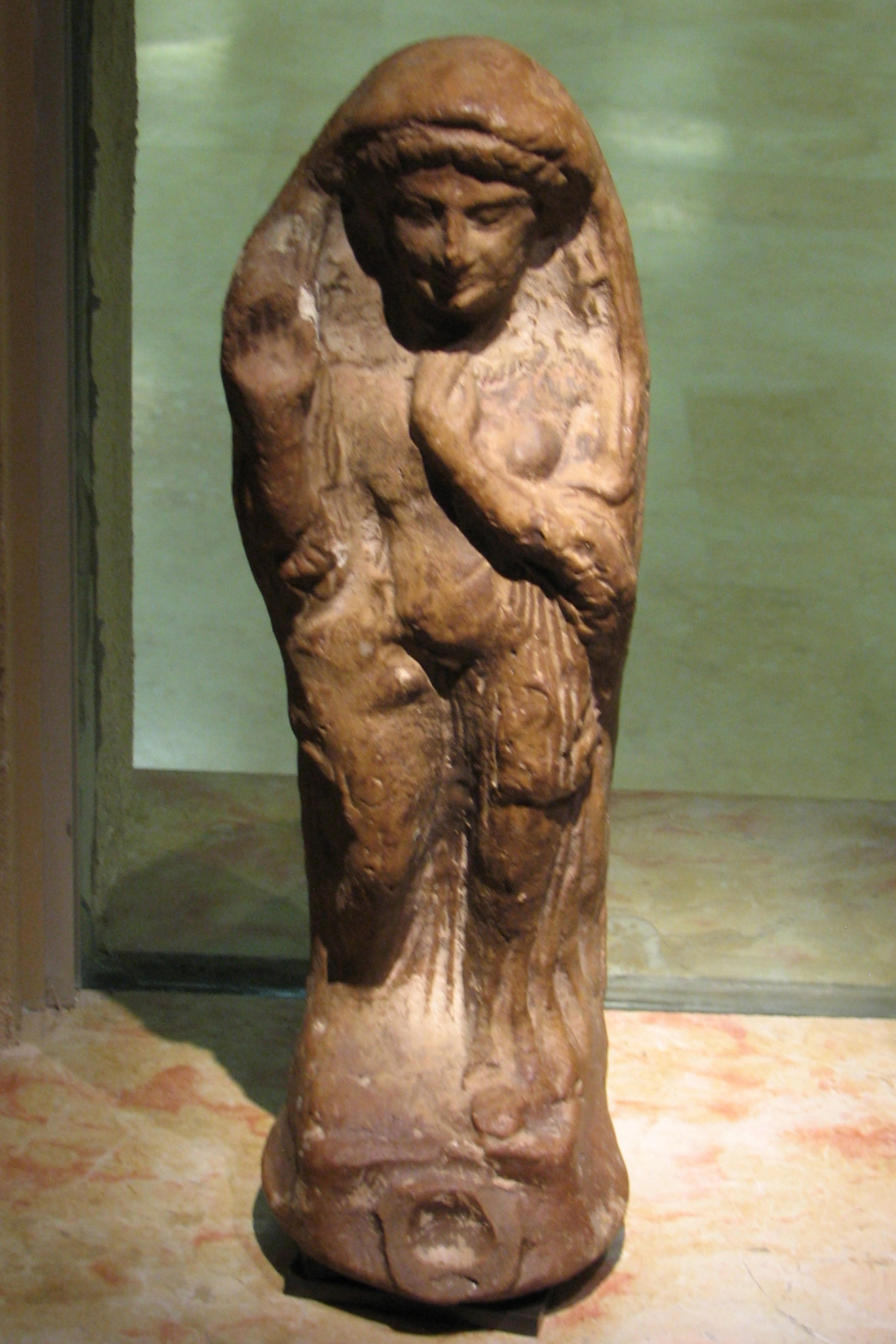
アーシラト

アーシラト（aṯrt [’āṯiratu] アシェラト）は、ウガリット神話などに登場する西アジアの女神。シリア、パレスチナで広く崇拝された神々の女王とされる。神々の顧問であり、また海の女神の属性をもっている。
元々シュメールにおいては天界の王アンの子マルトゥ（アムル）の配偶者であり、高位の神格とされていた。

## 概要
ウガリットにおいては最高神イルの妻であり、神々の母とされる。アーシラトとは「海を行く貴婦人（rbt aṯrt ym [rabbatu ’āṯiratu yamma]）」の略称で、神話には実際に彼女が海辺に暮らしている事が語られている。
別の呼称として「神々の生みの親（qnyt ilm [qāniyatu ’ilīma] 直訳すると〔神々の創造神〕）」がある。またイラト（ilt [’ilatu]）とも呼ばれるが、これは本来「イル」の女性形で、普通名詞としては「女神」の意味。しかし、女神の中の女神としてのアーシラトを指す言葉として、固有名詞的に用いられる。また、このイラトという名はアラビアの女神アッラートの名と語源を同じくする。
「官能的快楽の女主人」というバビロニア的呼び名はアシュラトゥのエロティックな性格を暗示しており、これはある程度ウガリット神話の中で表現され、彼女の性的欲望は現在ヒッタイト語のものが残っているエルクニルシャ物語の主要テーマである。
旧約聖書にも異教の偶像神として登場し、ヘブライ語形「アシェラ（אֲשֵׁרָה [’Ă	šērāh]）」の名で現れる。カナンでは豊穣の女神として崇められた。ヘブライ人たちは当初この女神を敵視したが、カナンの地に入植すると自らも崇め始め、聖なる高台と呼ばれるカナン式の礼拝所で祀った。
何故ヘブライ人たちがこの女神を敵視したか、というとアシェラ祭儀が豊穣祈願にかこつけた売春行為に結び付くなどの側面をもっていたからである。
ケレト王がウドムの姫フルリヤとの結婚式であげた祝宴に1人だけ招かれなかったアーシラトはこれを恨み、フルリヤに対して自分への供物を要求する。それでも飽き足らず、ケレトを病気にして彼の国土に飢饉を送り込んだ。
彼女は、森林地帯では枝を落としてまっすぐにした常緑樹を依代として祀られていた。これは生命力の象徴としての常緑樹信仰に基づくものである。また、木の生えない荒れ地などでは代わりに杭を依代としていた。